# Acueductos de Vésone
Los acueductos de Vesone abastecían a la ciudad galorromana de Vesunna (actual Périgueux).

## El agua en Vésone
Fue sobre todo gracias al desarrollo de las termas de Vesunna que la ciudad se dotó de acueductos para hacer frente al rápido aumento del consumo de agua. Su función no era meramente utilitaria; se trataba de una proeza técnica que formaba parte de las grandes obras de urbanismo destinadas a embellecer Vésone.
La presencia de estanques en varias de las casas de los notables vesonianos ricos implica un suministro de agua corriente para beber, lavarse y bañarse.
Como la capa freática era poco profunda, una gran parte de las necesidades de agua de la familia parecían satisfacerse con pozos domésticos, muchos de los cuales se encontraron durante las diversas excavaciones arqueológicas. Élisabeth Pénisson contabiliza cinco, una de las cuales, de 8 m de profundidad, está equipada con una bomba de madera, hoy expuesta en el museo de Vesunna.
Una extensa red de canalizaciones, de madera, plomo y grandes tejas planas (tegulae), permite recuperar el agua de lluvia de las terrazas, drenar las cuencas y evacuar las aguas residuales. Las canalizaciones se encuentran, en particular, bajo el pavimento de la domus des Bouquets.

## Resultados de las excavaciones arqueológicas

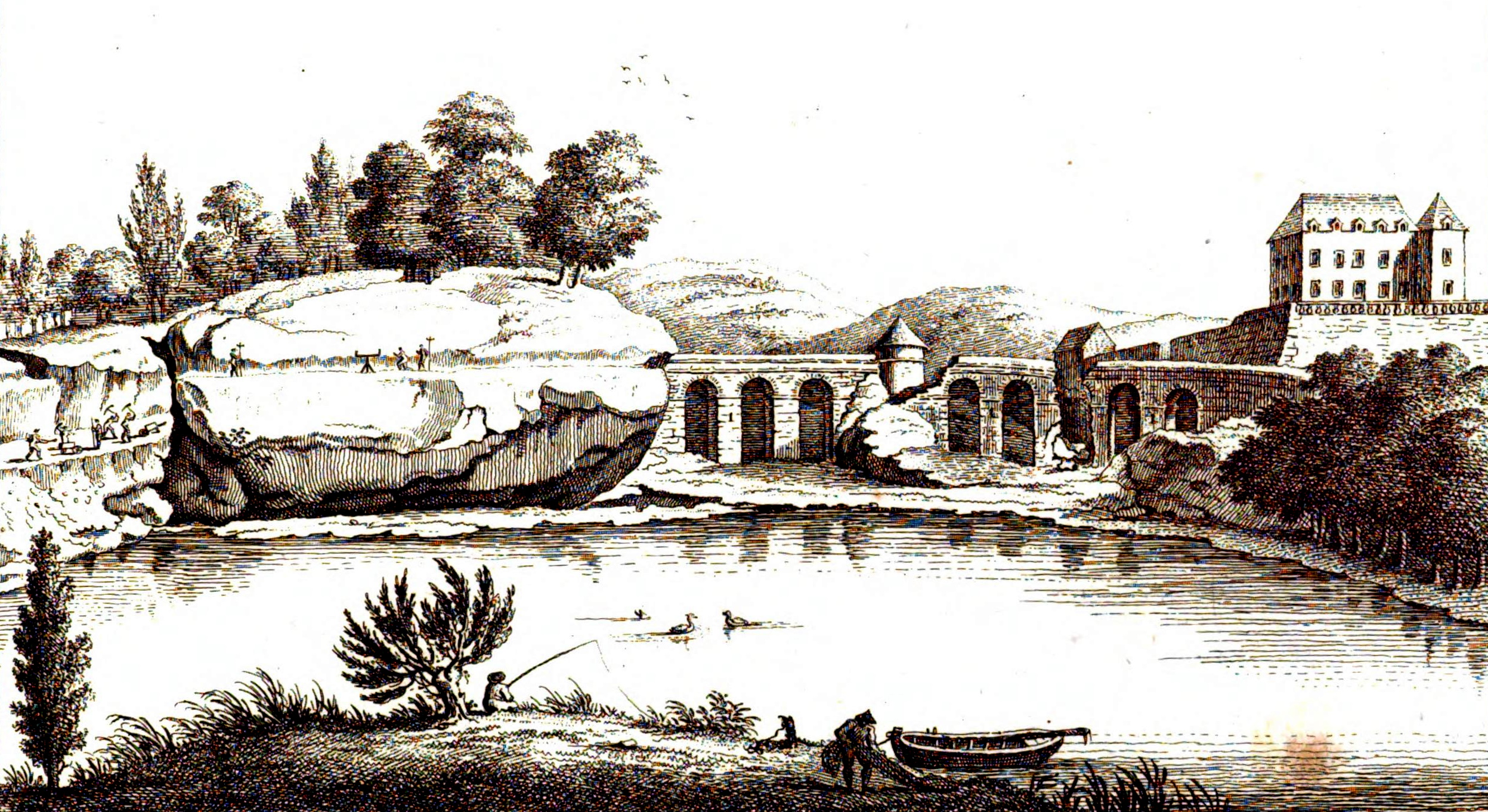
Vista del acueducto de Grandfont, según Wlgrin de Taillefer.

Los arqueólogos comenzaron a interesarse por el tema de los acueductos vesonianos en el periodo del siglo XIX, cuando se descubrieron los primeros vestigios de tramos de acueductos y canalizaciones, junto con inscripciones de fuentes públicas, pilas privadas y desagües de aguas residuales.
En 1826, Wlgrin de Taillefer (Henry François Athanase Wlgrin de Taillefer) propuso una primera síntesis, transmitida un siglo después por Charles Durand), que estudió el recorrido del acueducto de Grandfont en 1920. La arqueología preventiva (Wandel Migeon en 2008  y 2009, Claudine Girardy -Caillat en 2013, Serge Salvé en 2015.) luego, una investigación de campo más reciente aporta un nuevo enfoque al tema (Laëtitia Borau entre 2013 y 2016).

### Acueducto de Grandfont (o Petit Change)
El acueducto de Grandfont (o Petit Change), el más importante de ellos, es el único acueducto documentado con certeza en Périgueux. Los primeros restos del acueducto fueron descubiertos en 1813, cuando se inauguró la nueva carretera que une Périgueux y Lyon. La construcción de la RN 221, iniciada en 1809, ya destruyó gran parte de los restos. El acueducto es una estructura construida en mampostería vertida, cubierta con piedras planas.
En marzo de 1864 aún quedaban algunos vestigios del acueducto. Gracias a las excavaciones realizadas en 1912-1913, Charles Durand logró trazar el recorrido del conducto de agua. La solera del acueducto comienza a una altitud de 98,78 m y termina a una altitud de 94,15 m. Con una longitud total de 7043 km, la estructura puede transportar, con un caudal de 78 litros por segundo, más de 15 800 000 litros por día, es decir, el consumo actual de la ciudad de Périgueux durante un día en otoño. La canalización del acueducto tiene una forma trapezoidal de (0,66 m de profundidad por 0,35 y 0,40 m de lado).
El agua proviene de las fuentes de Grandfont (a 103,70 m de altitud), de Le Chien, de Lieu-Dieu y de la fuente de Amourat (también escrita Lamourat), situada a 9 km de Vésone en el antiguo municipio de Saint-Laurent-sur-Manoire. Sobre una pendiente de 0,66 m por kilómetro, el agua es transportada por la actual Carretera Departamental 6089, por aproximadamente cuatro kilómetros; cruza las depresiones en arcadas, luego se curva ligeramente para seguir al río Isle, antes de entrar en el perímetro de la actual municipio de Périgueux, en la rue Bonvoisin (entre los kilómetros 5 y 6). El acueducto atraviesa luego el dominio de Cébrades, se eleva sobre arcadas cuando el terreno desciende bruscamente, luego cruza la isla a 11 m de altura, aguas abajo del puente de la SNCF  y el puente Japhet (actualmente desaparecido). El acueducto habría abastecido la ciudad entre el siglo I y el final del III, y en particular las termas de Godofre, situadas en su desembocadura. La recepción de agua para los baños termales se realiza a una altitud de 94,15 m, o 9,45 m sobre el suelo.
En 2003, todavía quedaban algunos vestigios a lo largo de la carretera nacional 89 (actual carretera departamental 6089), en la localidad de Boulazac.

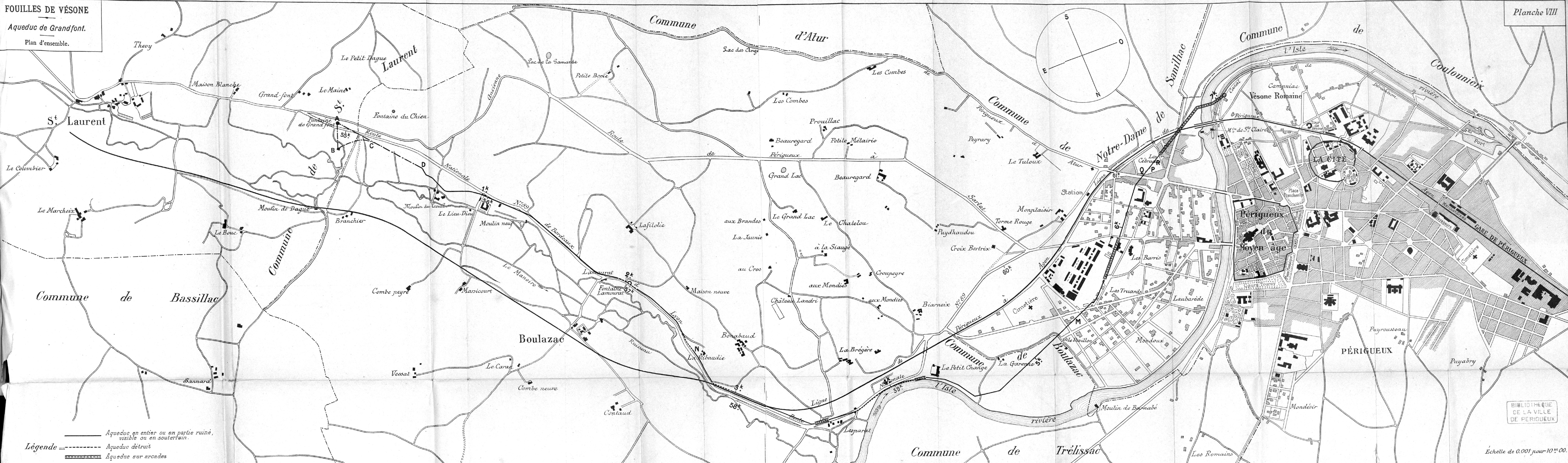
Trazado del acueducto de Grandfont, basado en las excavaciones arqueológicas realizadas por Charles Durand en 1920.

### Acueducto de Jameaux (o de Tolon o de la Vieille Cité)
La existencia del acueducto de Jameaux (o de Tolon o de la Vieille Cité) no es unánimemente aceptada por los historiadores e investigadores; Claudine Girardy-Caillat en particular refuta esta hipótesis. La ausencia de restos en el siglo XIX tampoco la apoya. Habría medido entre 1800 y 2000 m de longitud. Habría partido de la fuente de Jameaux —en el actual territorio del municipio de Coulounieix-Chamiers—, seguido las rocas de la Boissière, bordeado la propiedad de Rocs, atravesó la Isla por arcadas (de las que se encontraron algunos restos a mediados del siglo XVIII), antes de desembocar en el centro de la ciudad, cerca del foro y del  templo de Vesunna.
Es probable que el acueducto abasteciera las pequeñas termas situadas entre las actuales calles de Campniac y Vésone.
Henry François Athanase Wlgrin de Taillefer atribuyó la construcción del acueducto al duumviro de Vesone, Lucio Marullio Eterno, tras descubrir tres inscripciones en tablas de piedra caliza que recordarían su donación para la renovación del acueducto, la conducción de agua y la erección de fuentes públicas en lo que hoy es la cité administrative Bugeaud, en la rue Claude-Bernard (emplazamiento del antiguo cementerio de la Cité) y en la rue La Calprenède Los historiadores contemporáneos siguen divididos sobre la afirmación de Taillefer.

## Memoria
La rue de Périgueux, que comienza en el chemin du Puy-Rousseau y termina en la rue Jean-Secret, recibe el nombre de rue de l'Aqueduc, en recuerdo de la vía de 260 m que conducía a un antiguo acueducto del siglo XIX, hoy demolido. En la misma zona, la urbanización Aqueduc fue creada por Jean y Jeanne Dubet en los años cincuenta.